# خط القعر

خط متواصل جاري في قاع نهر أو وادي

خط القعر أو التالوك في الجيولوجيا والجغرافيا (بالإنجليزية:Thalweg) هو الخط المتواصل الجاري في قاع نهر أو وادي.
وهو يسمى أحيانا خط الوادي، وهي كلمة ألمانية تعبر عن الخط الذي يوصل بين أعمق النقط على مسار وادي أو نهر من أوله إلى آخره. وهو يمثل المسار الطبيعي للماء، أو بمعنى آخر هو الخط التي تجري فيه مياه نهر بأقصي سرعتها. ويستخدم هذا التعبير أيضا لتعريف ممرات مائية تحت سطح الأرض وتكون موازية بوجه عام لمجرى مائي على السطح.

## تسمية
تالوگ هو الهجاء الفارسي لكلمة تالويگ الألمانية Thalweg أو Talweg ومعناها الحرفي «طريق الوادي» لأنها مشتقة من كلمتي «تال» بمعنى وادي و«ويگ» بمعنى طريق وتستخدم في اللغة الألمانية للإشارة إلى الطريق الذي يتبع قعر الوادي. دخلت هذه الكلمة إلى اللغة الإنجليزية واللغات العالمية الأخرى بمعنى متعلق بالقانون الدولي للإشارة إلى أعمق خط تحت سطح الماء لغرض ترسيم الحدود على أسس تسمح لطرفي الحدود بالملاحة في المسطح المائي.

## تعريف الحدود
يعتبر مبدأ خط القعر هو الخط الذي يمثل الحدود بين دولتين يفصلهما مجرى مائي. وقد كان رسم مجاري الأنهار والحدود له أهميته في حالات متعددة، منها ترسيم شط العرب والذي يسمى في إيران أرفان رود بين العراق وإيران. وفي أواسط أوروبا يقوم نهر الدانوب بهذه المهمة، وكذلك بالنسبة إلى مشكلة ترسيم الحدود بين ناميبيا وبوتسوانا عبر نهر كاسيكيلي/سيدودو، والتي ساعد في حلها محكمة العدل الدولية عام 1999. لعب
"botswana",
ومشكلة الحدود بين غيانا وسورينام عام 2004 حيث قامت الأمم المتحدة بالتوفيق بين الدولتين في ترسيم الحدود بينهما عبر نهر كورانتين طبقا للقانون البحري.

## تاريخ
تم الاتفاق في عام 1913 اتفاقية بين إيران والدولة العثمانية حول الحدود، وتتحدث الاتفاقية عن نقطة خط القعر وهي التي يكون شط العرب فيها بأشد حالات انحداره تعقيب: إيران اعتبرت نقطة خط القعر -التي كان متفقا عليها عام 1913 بين طهران والعثمانيين- بمثابة الحدود الرسمية،
في عام 1937 توقيع اتفاقية بين إيران والعراق (تحت الهيمنة البريطانية)للترسيم الحدودي اعتبرت شط العرب نهرا عراقيا وان الحدود في بعض المناطق هي حافة النهر، وأن قطعة معينة في شط العرب غير خط القعر هي الحدود البحرية بين العراق وإيران
تعقيب: الحكومات المتلاحقة في إيران رفضت اتفاقية 1937 للترسيم الحدودي واعتبرتها صنيعة امبريالية من الحكومة البريطانية حيث اثرت يريطانيا في المفاوضات بقوتها وسطوتها باعتبارها الدولة الأولى في العالم في وقتها
عام 1969 أبلغت العراق إيران أنها لا تعترف بفكرة خط القعر، وأن شط العرب كاملا هو مياه عراقية
عام 1975 وقعت اتفاقية الجزائر قام العراق بتوقيع اتفاقية الجزائر مع إيران وتم الاتفاق على نقطة خط القعر كحدود بين الدولتين لغرض إخماد الصراع المسلح للأكراد بقيادة مصطفى البارزاني الذي كان يدعم من شاه إيران محمد رضا بهلوي
عام 1980 ألغى الرئيس العراقي السابق صدام حسين اتفاقية الجزائر بعد سقوط حكم الشاه ووصول الإسلاميين إلى الحكم
الوضع الحدودي الغريب: ساء الوضع الحدودي للعراق بالنسبة إلي حركة دائمة يقوم بها خط القعر بسبب تحركه في اتجاه العراق باستمرار نظراً لقلة المياه الواردة في شط العرب بسبب: 1- حجب تركيا للمياه القادمة في نهري دجلة والفرات 2- قلة المياه القادمة من نهر الكارون وهو المغذي الرئيسي لشط العرب بإقامة المشاريع التحويلية داخل الأراضي الإيرانية وكذلك الحال لنهر الكرخة والتي قطعت المياه عنه من مصدره الأراضي الإيرانية والذي يصب في الهور ومنه إلى شط العرب.
تم تقدير وزارة الموارد المائية العراقية لمدي التآكل الحاصل في الضفة اليمنى لشط العرب وعلى طول المسافة البالغة ستة كيلومترات بمعدل 3.5 متراً يتسبب سنويا فقدان ما يقارب 100 دونم لصالح إيران من خلال تقدم خط التالوك باتجاه المياه الإقليمية العراقية) وتحاول وزارة الموارد المائية العراقية بلا جدوي تذكر أن تقوم بتثبيت التربة بوضع صبات كونكريتية لايقاف تآكل الضفة العراقية من شط العرب
تاريخ توقيع الاتفاقية: 6-3-1975 وذلك في اجتماع للدول المصدرة للنفط اوبك عقد في الجزائر العاصمة
مكان توقيع الاتفاقية: الجزائر
الطرفان: 1-العراق ويمثله نائب الرئيس العراقي صدام حسين 2- إيران ويمثلها شاه إيران محمد رضا بهلوي بحضور الرئيس الجزائري هواري بومدين
ملحوظة: كان الوسيط بين الطرفين هو وزير خارجية الجزائر عبد العزيز بوتفليقه (الرئيس الجزائري لاحقا في الفترة 1999 -2019).
تفسير لتوقيع العراق علي اتفاقية الجزائر:
كان الوضع الداخلي في العراق ذو الميول الاشتراكية والمعادية للغرب وشديد الصعوبة لأن تاميم النفط اثر كثيرا على الاقتصاد العراقي، وأيضاً الحركة الكردية التي تحالفت مع شاه إيران ومع الغرب أقلقت حكومة العراق جداً، حيث تسليح جيش العراق كان هزيلاً وروي في ذلك أن الرئيس العراقي حينذاك قال بان الجيش لا يملك الا عشرة قنابل مدفعية!! هذا ما شجع القيادة العراقية للاتجاه صوب إيران لتوقف دعمها لأكراد العراق الراغبين في فصل كردستان العراق عن العراق ولم يجد العراق مفراً إلا التوقيع علي اتفاقية الجزائر
تفسير لتوقيع إيران علي اتفاقية الجزائر: تحققت لايران رغبتها في اقتسام شط العرب مع العراق حيث إيران كانت تشكو من الظلم الواقع عليها من اتفاقية عام 1937 كذلك إيران لم تكن راغبة في دعم الانفصاليين الأكراد الي حد إنشاء دويلة كردية لأنها ستطالب بضم مناطق إيرانية يسكنها أكراد إيران - وفضلت وقف دعمهم طالما العراق سيستجيب لرغبة إيران في الحدود معها وتأييد فكرة اعتماد نقطة خط القعر وهي التي يكون شط العرب فيها بأشد حالات انحداره.
خلاصة نصوص الاتفاقية: 1-تقسيم مياه شط العرب كممر ملاحي طبقا لخط التالوك والذي يعتبر اعمق نقطة داخل هذا الممر هي نقطة الحدود بين البلدين،
2- تنازل إيران للعراق عن ألف كيلومتر مربع من المناطق الجبلية النائية وهي نتؤات حدودية لا قيمة لها في منطقة (قلعة دز وقنديل ودربنديخان وجبل بمو) مقابل تسليم العراق لايران 320 كم من مناطق سيف سعد وزين القوس تعليق: بعض المرتفعات لم تلتزم إيران أبداً بتسليمها للعراق حتى بعد سقوط الشاه. 3- عدم التدخل في الشؤون الداخلية لكلا البلدين مدي التأييد الدولي: 1-جميع الدول النفطية ايدت الاتفاقية لما لها من تاثير على سوق النفط 2-ايدتها الولايات المتحدة الأمريكية والاتحاد السوفيتي وهما الدولتان الأقوي علي سطح الأرض
نتائج مباشرة لهذه الاتفاقية: 1- فقدان أكراد العراق لدعم إيران مما أدي إلي استسلام الحركة الكردية بقيادة الملا مصطفى البرزاني وتسليم أسلحتها للحكومة العراقية. 2-أصبح شط العرب ممرا ملاحيا دوليا، واخذت السفن عند دخولها ترفع العلم العراقي والإيراني في ابحارها في هذا النهر بعدما كان هذا الممر كاملا للعراق وكانت السفن عند دخولها شط العرب ترفع العلم العراقي نتائج غير مباشرة لهذه الاتفاقية: نشوب الحرب العراقية الإيرانية
خرق الاتفاقية من جانب إيران: 1- لم تقم إيران بتسليم بعض المرتفعات حتى بعد سقوط الشاه. 2- قامت إيران ب التدخل في الشؤون الداخلية للعراق ودعم بعض أطراف السياسة بصورة واضحة حتي اليوم
غرابة موقف الرئيس العراقي صدام حسين: بعد غزوه الكويت سنة 1990 خشي من فتح إيران لجبهة حربية ضده فسارع بإرسال رسالة إلى الرئيس الإيراني هاشمي رفسنجاني يخبره بان اتفاقية الجزائر ما زالت قائمة واعطي لايران بعض التنازلات.
معاهدة الجزائر لم يعد لها وجود بعد الحرب العراقية الإيرانية ويجب إبرام معاهدة جديدة حول الحدود العراقية الإيرانية لأن الفقه الدولي يقرر مبدأ ان الحروب تنهي الاتفاقيات والمعاهدات السابقة للحروب. وهذا ما حصل لاتفاقية الجزائر